# Zgornje Škofije
Zgornje Škofije – wieś w Słowenii, w gminie miejskiej Koper. 1 stycznia 2018 liczyła 989 mieszkańców.